# Rihard Zupančič
Rihard Zupančič (niem. Richard Suppantschitsch; ur. 22 grudnia 1878 w Lublanie, zm. 23 marca 1949 w Judendorf-Straßengel) – słoweński matematyk.

## Życiorys
Był synem Riharda, dyrektora fabryki, i Ljudmily, z domu Polak. W latach 1889–1897 uczęszczał do gimnazjum w Lublanie. Następnie studiował fizykę i matematykę na Uniwersytecie Wiedeńskim. Egzamin końcowy zdał w 1903 roku.
W latach 1901–1903 pracował jako asystent w Wyższej Szkole Technicznej w Wiedniu. W kolejnych latach był nauczycielem w Pradze i Wiedniu. Podjął dodatkowe studia w Getyndze i Paryżu. W 1912 roku uzyskał habilitację w Wiedniu, a rok później stopień naukowy doktora filozofii. Redagował podręczniki do matematyki dla uczniów szkół średnich: Mathematisches Unterrichtswerk, Arithmetik u. Algebra, Mathemat. Unterrichtswerk, Geometrie, Leitfaden d. Darstellenden Geometrie f. Gimnazjum i Lehrbuch ur. darstellenden Geometrie.
W 1919 roku został pierwszym profesorem matematyki nowo powstałego Uniwersytetu Lublańskiego. Kierował Instytutem Matematyki Stosowanej. W roku akademickim 1920/1921 był rektorem, a w latach 1922/1923 i 1929/1930 dziekanem wydziału.
W trakcie II wojny światowej dopuścił się kolaboracji z niemieckim okupantem. Uciekł z kraju i zamieszkał w austriackiej Styrii. Podjął pracę na Politechnice w Grazu, gdzie prowadził wykłady z matematyki dla studentów architektury.